# Havelsee
Havelsee est une commune allemande de l'arrondissement de Potsdam-Mittelmark, Land de Brandebourg.

## Géographie
Le nom de la commune vient de sa proximité avec la Havel et le lac de Pritzerbe.
| Premnitz     | Nennhausen               | Märkisch Luch          |
| Milower Land | Havelsee                 | Beetzseeheide Beetzsee |
| Bensdorf     | Brandebourg-sur-la-Havel |                        |

Carte de Havelsee

La commune comprend les quartiers de Briest, Fohrde, Pritzerbe, Marzahne, Tieckow, Kützkow, Seelensdorf, Hohenferchesar.

## Histoire
Les fouilles archéologiques montrent une présence humaine au cours de l'âge de la pierre. À l'âge du bronze a lieu une colonisation avec la fondation de tumulus.
Pritzerbe est mentionné pour la première fois en 948 lors de la fondation de l'évêché de Brandenbourg par Otton qui y place le siège de l'évêché d'abord ici ; l'évêché a pour but de contrer les Slaves païens. Après la possession définitive des Germains, Albert l'Ours fait construire un château-fort. Une église apparaît en 1207.
Les villages de Briest, Fohrde, Marzahne, Tieckow et Seelensdorf sont mentionnés en 1375.
La région de Havelsee devient protestante en 1539. Elle perd son statut de résidence épiscopale et perd son importance.
Au cours de la guerre de Trente Ans, l'église de Tieckow est démolie par les Suédois et ne sera jamais reconstruite, tout comme celle de Briest est endommagée.
L'industrialisation du XIXe fait apparaître l'exploitation de l'argile et la fondation de briqueteries. De même se développe le transport fluvial.
Lors de la Première Guerre mondiale, les autorités allemandes créent l'aérodrome de Brandenbourg-Briest ainsi qu'une industrie aéronautique sous la direction d'Ernst Heinrich Heinkel. Elle s'arrête avec le Traité de Versailles puis la région subit la crise de 1929 qui fait arrêter l'économie liée au fleuve. Cependant la même année, les autorités allemandes redonnent une activité militaire à l'aérodrome en installant une école de pilotage. À la fin de la Seconde Guerre mondiale, il est pris par les Américains puis confié aux Soviétiques.
Après avoir été un temps un camp d'internement, l'aérodrome devient un site militaire de la Luftstreitkräfte à sa fondation en 1956. Après la fin de l'armée est-allemande, l'aérodrome devient civil puis ferme en 2009.
En 2002, la réforme administrative amène Pritzerbe, Fohrde, Briest et Hohenferchesar à fusionner volontairement pour former Havelsee. Marzahne se joint en 2008.

## Infrastructure
Havelsee se trouve sur la Bundesstraße 102.

## Personnalités liées à la commune
- Daniel von Mukede (mort sans doute en 1234), seigneur
- Friedrich von Görne (1670-1746), ministre prussien
- Walter Kuntze (1883-1960), général allemand né à Pritzerbe.
- Lothar Kreyssig (1898-1986), résistant au nazisme